# Virginia Wings
Die Virginia Wings waren ein US-amerikanisches Eishockeyfranchise der American Hockey League aus Norfolk, Virginia.  

## Geschichte
Das Franchise wurde 1971 als Tidewater Wings gegründet. Vor der Saison 1972/73 wurden die Wings ein Farmteam der Detroit Red Wings und in Virginia Wings umbenannt. Nachdem die Tidewater Wings in ihrer ersten Saison noch die Playoffs um den Calder Cup verpasst hatten, erreichten die Virginia Wings in der Saison 1972/73 die zweite Playoff-Runde, in der sie den Cincinnati Swords mit 2:4-Siegen unterlagen. Nach einem weiteren Jahr ohne Playoff-Teilnahme wurden die Wings in der Saison 1974/75 zum ersten und einzigen Mal Division-Sieger, schieden allerdings schon in der ersten Playoffrunde mit 1:4-Siegen gegen die New Haven Nighthawks aus. Im Anschluss an diese Spielzeit wurden die Virginia Wings inaktiv. Nach vier Jahren siedelten die Detroit Red Wings das Franchise nach Glens Falls, New York, um, wo es von 1979 bis 1999 als Adirondack Red Wings in der AHL aktiv war. 
Die Lücke, die in Norfolk entstand, wurde in der Folgezeit von den Hampton Gulls (1977–78) und den Norfolk Admirals (seit 2000) aus der American Hockey League, den Hampton Gulls (1974–1977) und den Tidewater Sharks (1975–1977) aus der Southern Hockey League, sowie den Hampton Road Gulls (1982–1983) aus der Atlantic Coast Hockey League und den Hampton Roads Admirals (1989–2000) aus der East Coast Hockey League gefüllt.

## Saisonstatistik
Abkürzungen: GP = Spiele, W = Siege, L = Niederlagen, T = Unentschieden, OTL = Niederlagen nach Overtime SOL = Niederlagen nach Shootout, Pts = Punkte, GF = Erzielte Tore, GA = Gegentore, PIM = Strafminuten
| Saison    | GP | W  | L  | T  | OTL | SOL | Pts | GF  | GA  | Platz     | Playoffs                                                                              |
| 1971–1972 | 76 | 22 | 45 | 9  | —   | —   | 53  | 197 | 275 | 6., West  | nicht qualifiziert                                                                    |
| 1972–1973 | 76 | 38 | 22 | 16 | —   | —   | 92  | 258 | 221 | 3., West  | 1. Runde: Sieg, 4:3 gg. Hershey Bears 2. Runde: Niederlage, 2:4 gg. Cincinnati Swords |
| 1973–1974 | 76 | 22 | 44 | 10 | —   | —   | 54  | 216 | 307 | 6., South | nicht qualifiziert                                                                    |
| 1974–1975 | 75 | 31 | 31 | 13 | —   | —   | 75  | 254 | 250 | 1., South | 1. Runde: Niederlage, 1:4 gg. New Haven Nighthawks                                    |

## Team-Rekorde

### Karriererekorde
Spiele: 211  Lee Carpenter
Tore: 45  Art Stratton
Assists: 130  Rick McCann
Punkte: 174  Rick McCann
Strafminuten: 216  Jim Niekamp